# Love, War and the Ghost of Whitey Ford
Love, War and the Ghost of Whitey Ford è il quinto lavoro da solista del cantautore rap statunitense Everlast.

## Tracce
1. Kill the Emperor – 3:25
2. Folsom Prison Blues – 3:27
3. Stone in My Hand – 3:33
4. Anyone – 4:13
5. Die in Her Arms – 3:40
6. Friend – 3:24
7. Everyone – 5:38
8. Naked – 4:04
9. Stay – 4:58
10. Letters Home from the Garden of Stone – 4:07
11. Tuesday Morning – 3:59
12. Throw a Stone – 0:29
13. Weakness – 5:07
14. Dirty – 3:53
15. The Ocean – 3:44
16. Let It Go – 4:30

Bonus track
1. Saving Grace
2. My Medicine (Demo)
3. Maybe